# Dorfkirche Groß Zünder

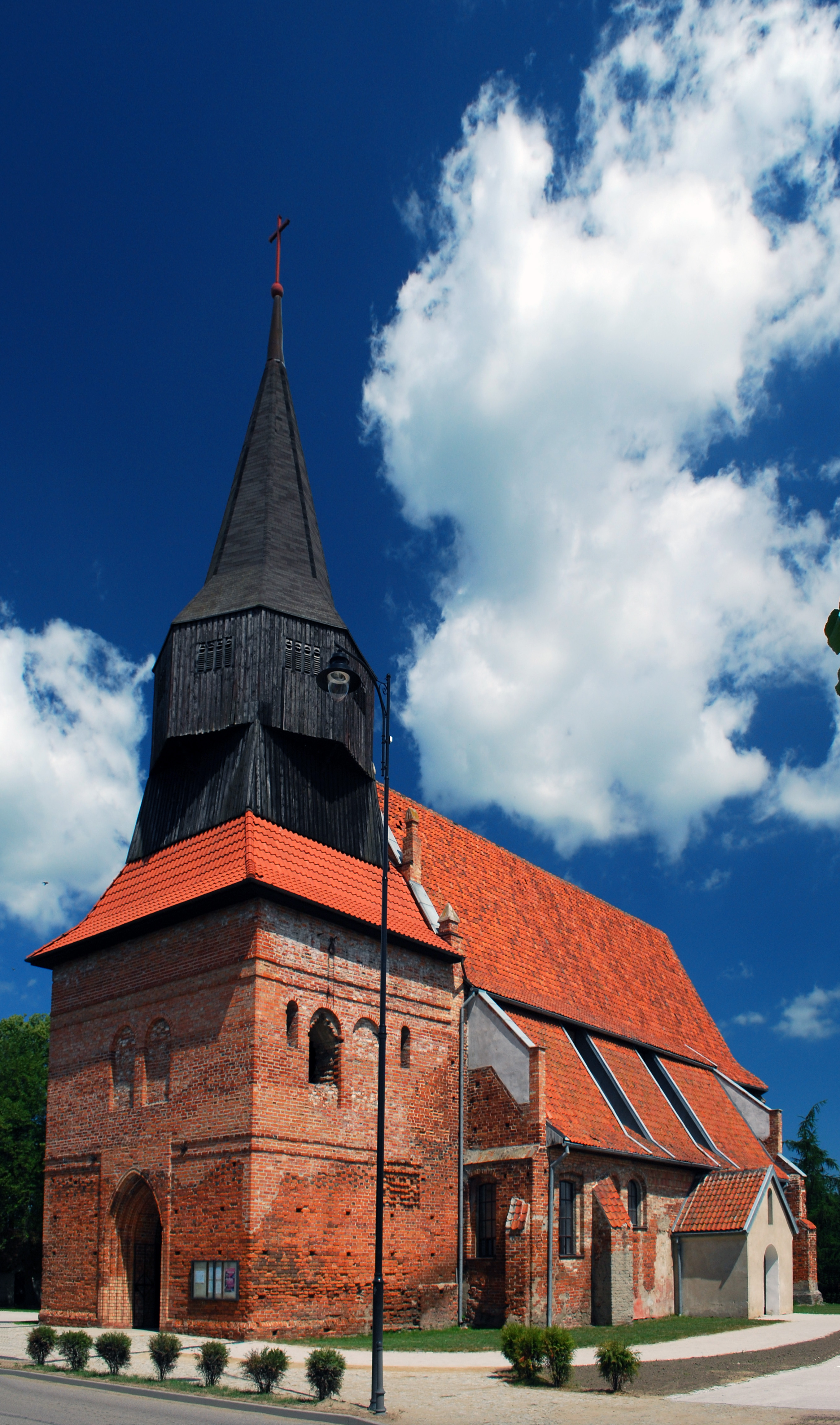
Kirche Groß Zünder

Die Dorfkirche im heute polnischen Cedry Wielkie in der Danziger Niederung geht auf die Zeit des Deutschen Ordens um 1350 zurück. Die Kirche heißt heute Kościół Świętych Aniołów Stróżów und ist also dem Schutzengel gewidmet.

## Geschichte
Der Erstbau hatte nur ein Hauptschiff. Etwa um 1450 wurde eine dreischiffige Hallenkirche mit Drei-Achtel Chor errichtet. Der obere Teil der Langhauswände besteht aus Holzfachwerk, ebenso die Sakristei und die Eingangshalle. Über dem massiven Unterteil des Turms befindet sich eine Abschrägung aus Holz, die in die achteckige Glockenstube übergeht, die in einer schindelgedeckten Spitze endet. Diese Konstruktion ähnelt anderen Kirchen im Werder, wie denjenigen in Stüblau und Trutenau. Nach Forschungsergebnissen wiesen die Kirchen schon zur Ordenszeit solche Holzkonstruktionen auf.
Der Bau brannte 1946 nieder und wurde in den 1980er Jahren wiederaufgebaut.